# Hemiacanthomysis dimorpha
Hemiacanthomysis dimorpha är en kräftdjursart som först beskrevs av Ii 1936.  Hemiacanthomysis dimorpha ingår i släktet Hemiacanthomysis och familjen Mysidae. Inga underarter finns listade i Catalogue of Life.